# Tiny van Elst
Tiny van Elst (Meerlo, 6 maart 1947 – Tienray, 23 april 2012) was een Nederlandse voetballer die bij voorkeur als aanvaller speelde.

## Biografie
Van Elst was afkomstig uit een Meerlose voetbalfamilie. Evenals drie van zijn broers haalde hij het eerste elftal van de plaatselijke SV Meerlo. In 1969 maakte hij als amateur de overstap naar tweededivisionist FC VVV, waar zijn oudere broer Ton een vaste waarde in de hoofdmacht was. Tijdens zijn profdebuut op 26 mei 1969 scoorde Tiny van Elst als invaller voor Piet Kooiman direct een doelpunt in een met 4-2 verloren uitwedstrijd bij AGOVV. Het zou bij dat ene optreden blijven. Van Elst overleed in 2012 op 65-jarige leeftijd. Zijn zoon Maarten was van 1999 tot 2005 keeper bij VVV. 

### Statistieken
| Seizoen         | Club            | Competitie      | Competitie | Competitie | Beker | Beker | Playoffs | Playoffs | Totaal | Totaal |
| Seizoen         | Club            | Competitie      | Wed.       | Dlp.       | Wed.  | Dlp.  | Wed.     | Dlp.     | Wed.   | Dlp.   |
| --------------- | --------------- | --------------- | ---------- | ---------- | ----- | ----- | -------- | -------- | ------ | ------ |
| 1968/69         | FC VVV          | Tweede divisie  | 1          | 1          | 0     | 0     | —        | —        | 1      | 1      |
| Carrière totaal | Carrière totaal | Carrière totaal | 1          | 1          | 0     | 0     | 0        | 0        | 1      | 1      |